# Rüppellseeschwalbe
Die Rüppellseeschwalbe (Thalasseus bengalensis, Syn.: Sterna bengalensis) ist eine Vogelart aus der Unterfamilie der Seeschwalben (Sterninae). Das Art-Epithet ehrt den deutschen Naturwissenschaftler und Afrikaforscher Eduard Rüppell.

## Merkmale

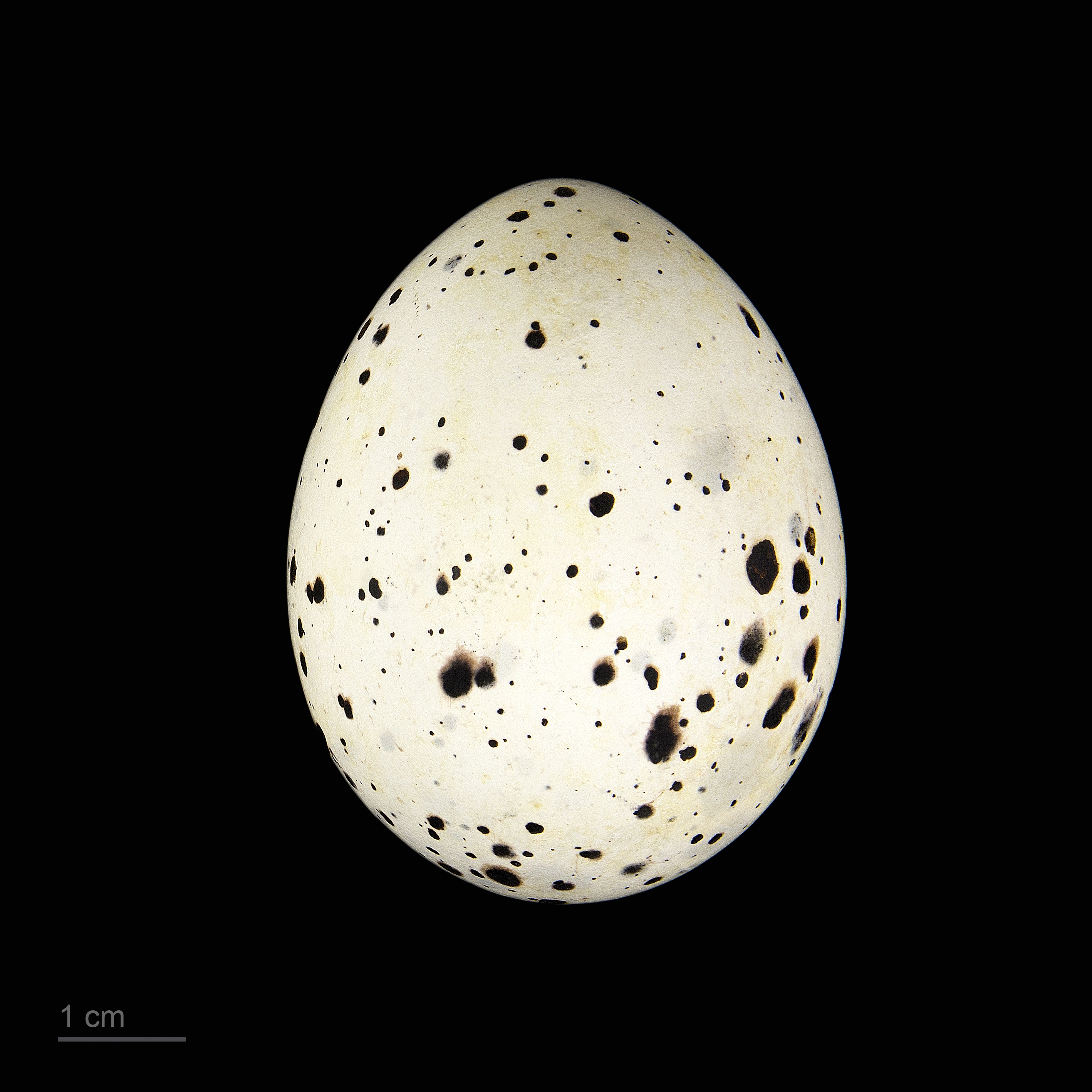
Ei der Rüppellseeschwalbe

Die Rüppellseeschwalbe ist mit 33 bis 40 Zentimetern Körperlänge etwas kleiner als die Brand- und Lachseeschwalbe. Ihr Schnabel ist schlanker und spitzer, hell orangegelb bei Jungvögeln und leuchtend orange bei Altvögeln. Sie hat eine schwarze Haube wie die Königsseeschwalbe und ebenso eine weiße Stirn im Schlicht- und Jugendkleid. Die Oberseite ist im Jugendkleid weniger kontrastreich gezeichnet, im Prachtkleid ist sie einfarbig dunkelgrau. Die Beine der Jungvögel sind matt braungrau und werden früh schwarz wie bei den Altvögeln.

## Verbreitung
Die in Libyen brütenden Individuen überwintern an der Küste Nordwestafrikas. Rüppellseeschwalben sind seltene Irrgäste in Europa. Es gab einzelne Bruten in Italien und Spanien. Auch in der portugiesischen Algarve wurden sie gesichtet.

## Gefährdung
Die International Union for Conservation of Nature and Natural Resources (IUCN) schätzt die Rüppellseeschwalbe  mit allen Unterarten auf ihrer Roten Liste als „nicht gefährdet“ (least concern) ein.